# Station Juszkowo
Station Juszkowo is een spoorwegstation in de Poolse plaats Juszkowo.